# Mary Agnes Chase
Mary Agnes Meara Chase (Condado de Iroquois, 29 de abril de 1869 - Bethesda, 24 de setembro de 1963) foi uma botânica norte-americana, que trabalhou no Departamento de Agricultura dos Estados Unidos e no Smithsonian Institution. 
É considerada a maior especialista em grama no mundo. É também conhecida por sua atuação junto ao movimento sufragista nos Estados Unidos.

## Biografia
Mary Agnes nasceu no Condado de Iroquois, em Illinois, em 1869, mas cresceu em Chicago. Sua mãe era trabalhadora da indústria e seu pai um ferreiro que trabalhava em ferrovias e que morreu quando Agnes tinha apenas 2 anos de idade. Cursou o ensino fundamental e logo começou a trabalhar para ajudar a família, mas em seu tempo livre gostava de estudar botânica. Em 1888, ela se casou com o editor William Ingraham Chase, de 34 anos, mas apenas um ano depois ele faleceu devido à tuberculose. Com a morte do marido e sem condições de se sustentar, ela se mudou para a casa da cunhada cujo filho a incentivou a seguir a carreira na botânica.
Acreditava-se que ela e William não tivessem tido filhos, mas uma carta de 5 de julho de 1935, Mary celebra o nascimento de seu neto, enquanto estava em Paris. Em outra carta ela pedia a Hitchcock para estender seu período na Europa para que pudesse ir à Genebra para visitar o bebê, o segundo, já que a carta menciona uma neta mais velha. Apesar disso, não há ainda evidências conhecidas de filhos ou filhas do casal Chase.

## Carreira

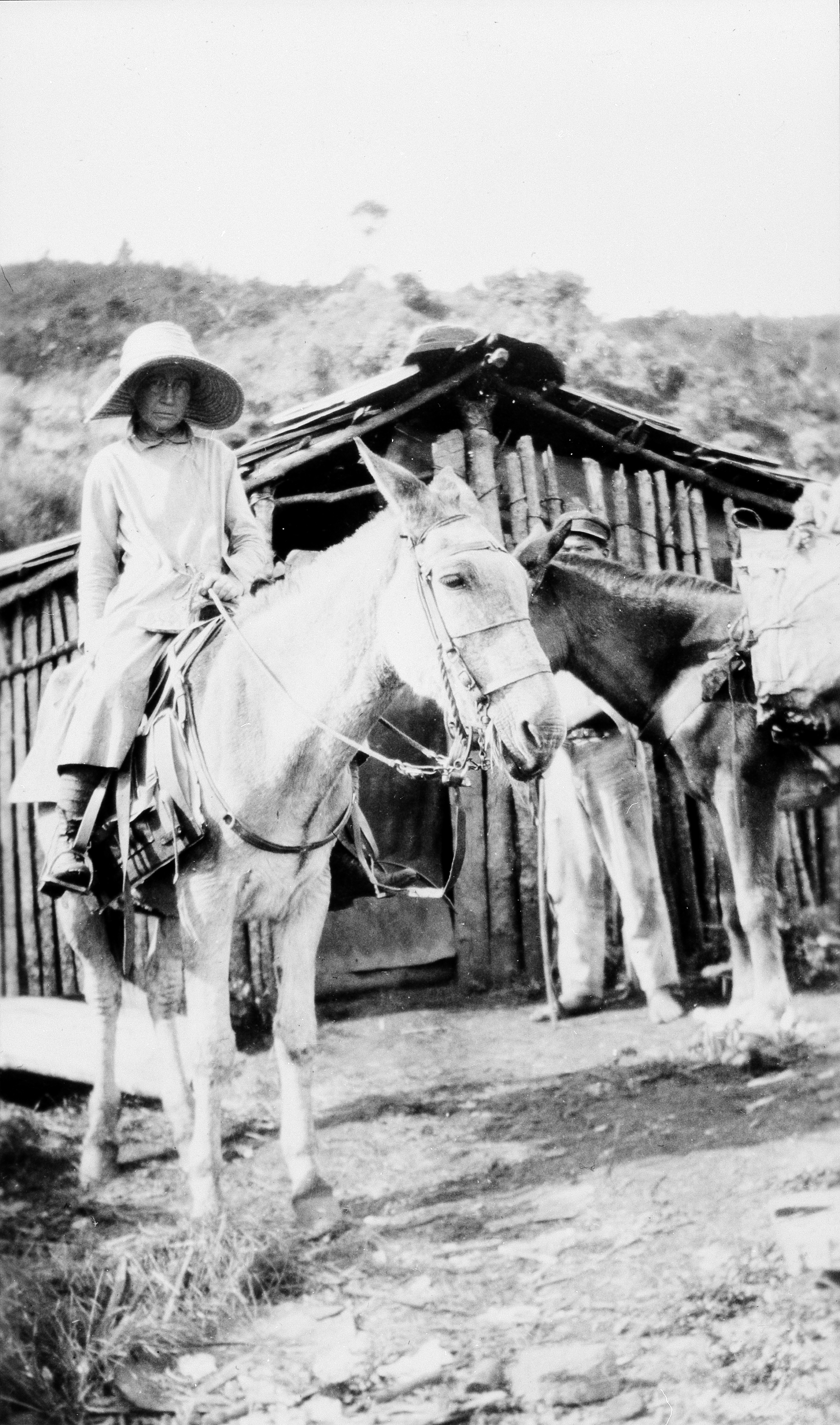
Mary Agnes Chase coletando plantas no Brasil, 1929

Fazia desenhos de plantas e o dinheiro que conseguia usava para pagar algumas aulas de botânica na Universidade de Chicago e no Instituto Lewis. Por volta dessa época, trabalhou também com reverendo e botânico Ellsworth Jerome Hill, para quem ela fazia algumas ilustrações botânicas.
Em 1901, tornou-se assistente do Museu Field de História Natural sob a orientação de Charles Frederick Millspaugh, onde publicou seus primeiros artigos: Plantae Utowanae (1900) e Plantae Yucatanae (1904).
Dois anos depois, entrou para o Departamento de Agricultura dos Estados Unidos como ilustradora botânica, tornando-se assistente científica de agrostologia, em 1907, depois assistente botânica, em 1923 e botânica associada em 1925, todos sob a supervisão do botânico Albert Spear Hitchcock. Os dois trabalharam juntos por quase vinte anos, colaborando e publicando juntos. Os dois começaram a catalogar e classificar gramas da América do Norte e do Sul e com a morte dele, Mary Agnes teve dificuldade de conseguir financiamentos para expedições, muitas vezes tendo que pagar do bolso.
Com a morte de Hitchcock, em 1936, Mary Agnes o substituiu como botânica chefe, encarregada da agrostologia sistemática e responsável pelo setor de gramas, divisão de plantas do Museu Nacional de História Natural, de onde ela se aposentou em 1939, mas continuou como responsável pela custódia do herbário de gramas até sua morte, em 1963.
Um ano antes de se aposentar, foi convidada pelo governo da Venezuela para aconselhar seu ministério da agricultura a desenvolver um programa de manejo. Neste período, ela coltou mais de 400 tipos diferentes de gramíneas de várias localidades, como os Andes e a floresta tropical.

## Movimento Sufragista
Por ser mulher, Mary Agnes enfrentou preconceito na ciência, tendo sido excluída de expedições para o Panamá em 1911 e 1912, porque os patrocinadores temiam que a presença de uma mulher pudesse distrair os homens. Durante a Segunda Guerra Mundial, Mary Agnes marchou junto de Alice Paul, sufragista e ativista pelos direitos civis, e foi presa diversas vezes. Em 1918, foi presa depois de fazer piquete em frente à Casa Branca. Ela recusou a fiança e ficou detida por dez dias, no qual fez greve de fome e foi alimentada à força, por tubo nasogástrico.
O Departamento de Agricultura a acusou de "conduta não condizente a um funcionário do governo", mas Hitchcock intercedeu por ela junto ao conselho da instituição para que ela não perdesse o emprego. Foi também bastante ativa na Associação Nacional para o Progresso de Pessoas de Cor (NAACP).

## Morte
MAry Agnes faleceu em Bethesda, Maryland, em 24 de setembro de 1963, aos 94 anos.

## Prêmios
- 1956, Certificado de Mérito da Botanical Society of America[13]
- 1958, doutorado honorário da Universidade de Illinois [13]
- 1959, membro honorário do Smithsonian Institution [13]
- 1961, membro da Linnean Society of London [13]

### Epônimo
- (Poaceae) Agnesia Zuloaga & Judz.[14]